# Crocidura xantippe
Crocidura xantippe är en däggdjursart som beskrevs av Wilfred Hudson Osgood 1910. Crocidura xantippe ingår i släktet Crocidura och familjen näbbmöss. Inga underarter finns listade i Catalogue of Life.
Denna näbbmus förekommer i bergstrakter i södra Kenya och norra Tanzania (bland annat Usambarabergen), kanske även i nordvästra Kenya. Den vistas där i torra savanner och i buskskog. Arten hittas vanligen mellan 1100 och 1300 meter över havet. Den besöker ibland odlingsmark med träd av eukalyptussläktet.
Arten når en kroppslängd (huvud och bål) av 89 till 98 mm, en svanslängd av 55 till 67 mm och en vikt av 12 till 14 g. Den har 14 till 16 mm långa bakfötter och 10 till 12 mm långa öron. På ovansidan förekommer fläckig och ljus gråbrun päls på grund av bruna hårspetsar. Undersidans päls är ljusgrå till vit med gul skugga på mittlinjen. Framtassar och bakfötter har på ovansidan en ljusbrun färg. Svansen har samma färguppdelning som bålen men den är inte lika tydlig. Öronen är inte gömda i pälsen.
En hona hade i juni aktiva spenar.
För beståndet är inga hot kända och hela populationen anses vara stabil. IUCN kategoriserar arten globalt som livskraftig.